# Morgenster (Leeuwarden)
De Morgenster is een kerkgebouw in de Nederlandse stad Leeuwarden in de provincie Friesland.
Het kerkgebouw voor de Nederlandse Gereformeerde Kerken werd in 2004 gebouwd voor de Gereformeerde Kerken vrijgemaakt naar ontwerp van de Leeuwarder architect Klaas Klamer. Daarvoor maakte de kerkgemeente gebruik van de Noorderkerk in de Grote Kerkstraat. Het orgel in deze kerk werd overgeplaatst. Het orgel uit 1895 werd gemaakt door Bakker & Timmenga met gebruik van pijpwerk (1789) van Albert van Gruisen. Het orgelfront werd ontworpen door Willem Cornelis de Groot.

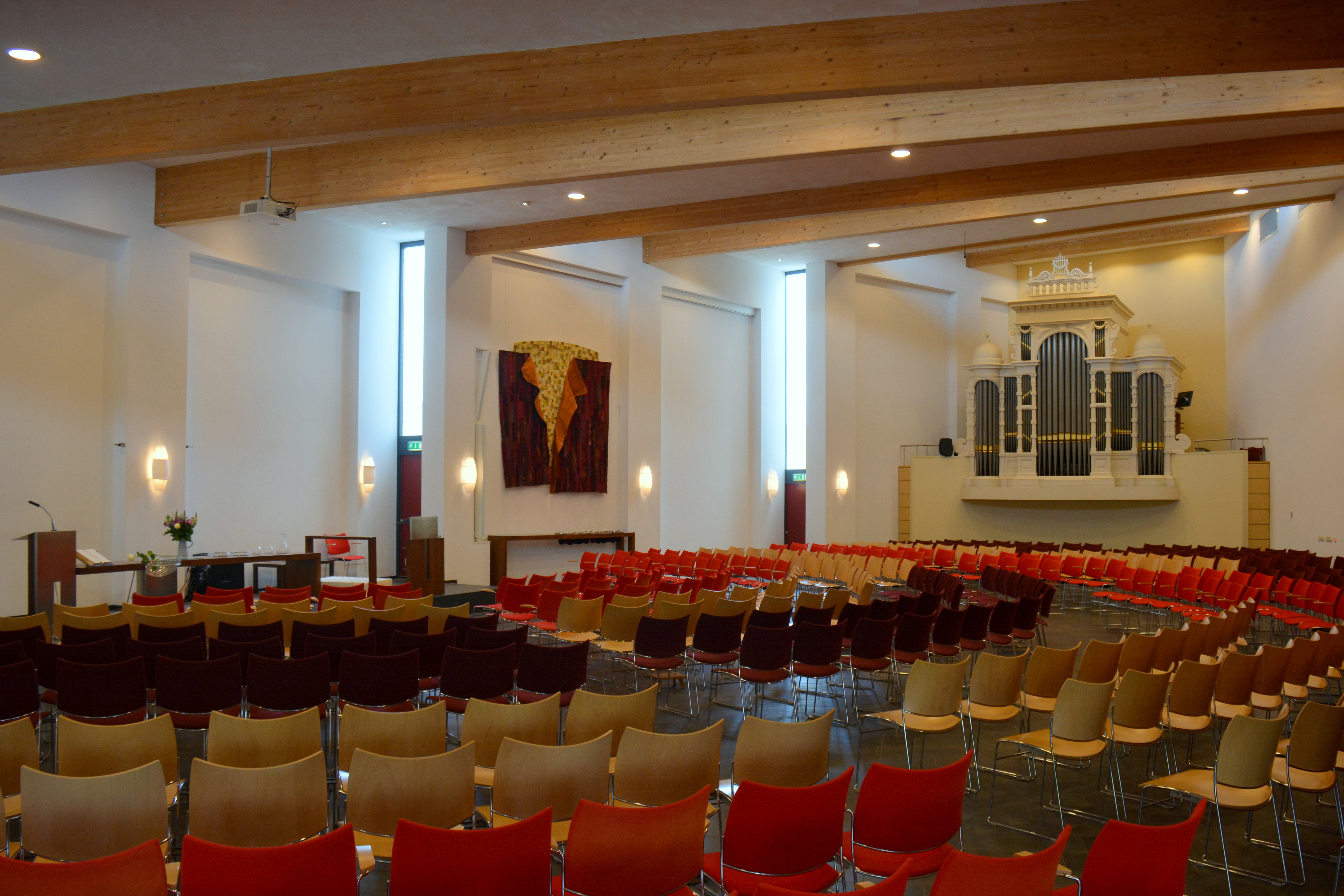
Interieur (2017)
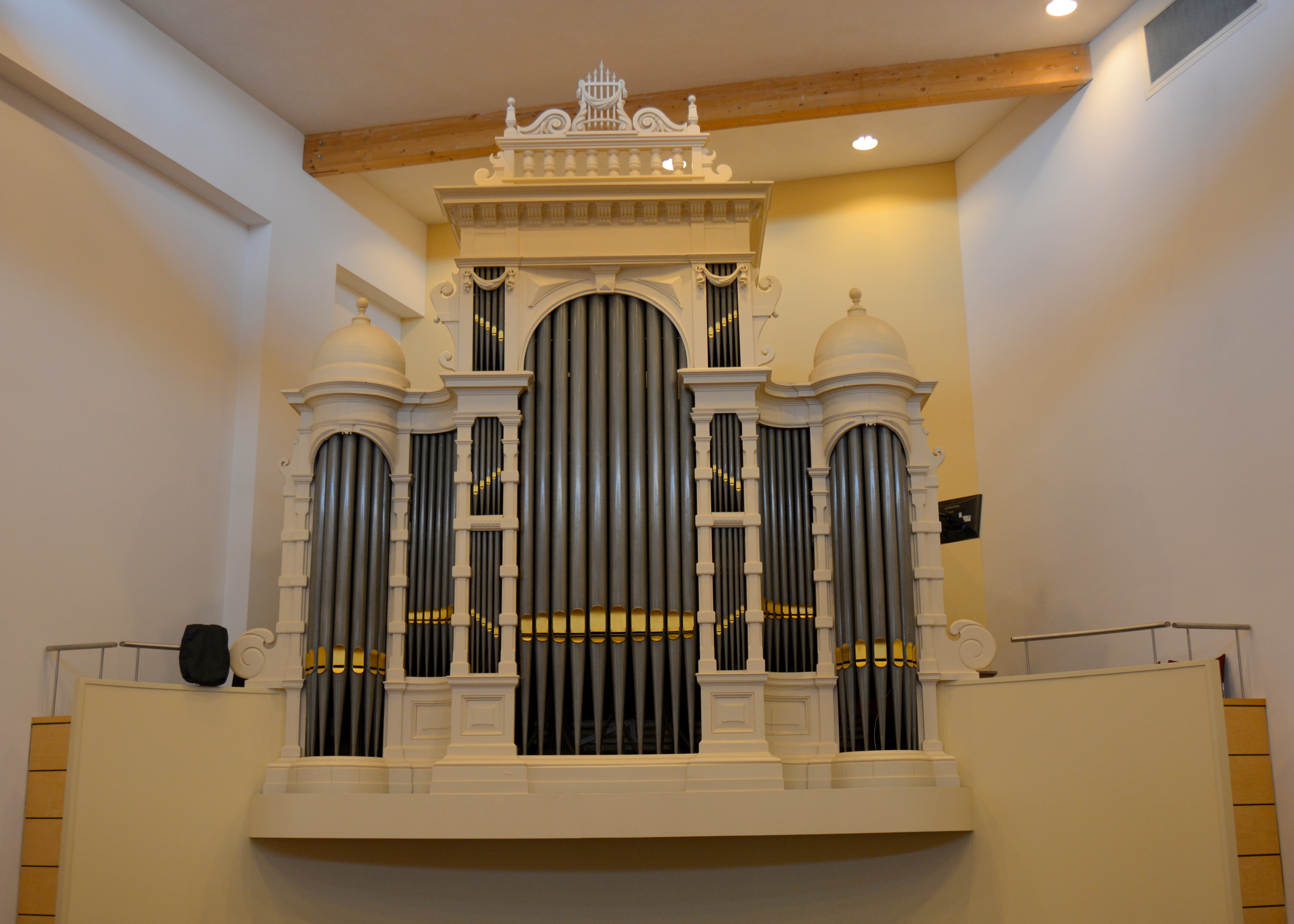
Orgel (2017)